# Їгер (Оклахома)
Їгер (англ. Yeager) — місто (англ. town) в США, в окрузі Г'юз штату Оклахома. Населення — 45 осіб (2020).

## Географія
Їгер розташований за координатами 35°9′25″ пн. ш. 96°20′23″ зх. д. / 35.15694° пн. ш. 96.33972° зх. д. (35.156926, -96.339843).  За даними Бюро перепису населення США в 2010 році місто мало площу 0,48 км², з яких 0,48 км² — суходіл та 0,00 км² — водойми.

## Демографія
Згідно з переписом 2010 року, у місті мешкало 75 осіб у 27 домогосподарствах у складі 16 родин. Густота населення становила 157 осіб/км².  Було 33 помешкання (69/км²).
Расовий склад населення:
| - 57,3 % — білих - 41,3 % — корінних американців |

До двох чи більше рас належало 1,3 %. Частка іспаномовних становила 5,3 % від усіх жителів.
За віковим діапазоном населення розподілялося таким чином: 28,0 % — особи молодші 18 років, 54,7 % — особи у віці 18—64 років, 17,3 % — особи у віці 65 років та старші. Медіана віку мешканця становила 36,8 року. На 100 осіб жіночої статі у місті припадало 120,6 чоловіків;  на 100 жінок у віці від 18 років та старших — 100,0 чоловіків також старших 18 років.
За межею бідності перебувало 40,8 % осіб, у тому числі 38,9 % дітей у віці до 18 років та 30,0 % осіб у віці 65 років та старших.
Цивільне працевлаштоване населення становило 22 особи. Основні галузі зайнятості: освіта, охорона здоров'я та соціальна допомога — 36,4 %, сільське господарство, лісництво, риболовля — 31,8 %, роздрібна торгівля — 13,6 %, будівництво — 9,1 %.